# ФК „Кошице“ (2018)
ФК „Кошице“ (на словашки: Football Club Košice) е футболен клуб от едноименния град Кошице, Словакия.

## История
Клубът е основан на 27 април 2018 г., след разпадането на МФК Кошице и след сливането на ТЙ ФК Вишне Опатске и  ФК Кошице-Барса.
През сезон 2022/23 завършва първи във Втора дивизия и през 2023/24 ще направи своя дебют във Цоргон лига (най-висшата дивизия на Словакия).

## Предишни имена
| Години    | Име                                                                  |
| --------- | -------------------------------------------------------------------- |
| 1921-1948 | ШК Вишне Опатске ŠK Vyšné Opátske                                    |
| 1948-2006 | ТЙ Сокол Вишне Опатске TJ Sokol Vyšné Opátske                        |
| 2006-2014 | ТЙ ФК Туркон Вишне Опатске TJ FK Turkon Vyšné Opátske                |
| 2014-2017 | ФК Кошице TJ FK Vyšné Opátske                                        |
| 2018-     | ФК Кошице FK Košice (след сливане с ФК Кошице-Барса) (2018-нов клуб) |

## Успехи
- Шампионат на Словакия:
  - 5-то място (1): 2024/25
- Суперкупа на Словакия:
  - 1/16 финалист (1): 2021/22
- Втора дивизия:
  -  Шампион (1): 2022/23
- Трета дивизия:
  -  Шампион (1): 2018/19 (Лига Изток)